# Schweizer Alpine Skimeisterschaften 2022
Die Schweizer Alpinen Skimeisterschaften 2022 fanden vom 21. bis 27. März in St. Moritz im Kanton Graubünden statt. Auf dem Programm standen die Disziplinen Abfahrt, Super-G, Riesenslalom, Slalom und Kombination.

## Herren

### Abfahrt
| Platz | Sportler             | Zeit (min) |
| ----- | -------------------- | ---------- |
| 1     | Niels Hintermann     | 1:26,08    |
| 2     | Justin Murisier      | 1:26,20    |
| 3     | Franjo von Allmen    | 1:26,30    |
| 4     | Alexis Monney        | 1:26,43    |
| 5     | Gilles Roulin        | 1:26,44    |
| 6     | Lars Rösti           | 1:26,55    |
| 7     | Cedric Ochsner       | 1:26,74    |
| 8     | Christophe Torrent   | 1:26,90    |
| 9     | Ralph Weber          | 1:26,90    |
| 10    | Marco Pfiffner (LIE) | 1:26,92    |

Datum: 23. März

### Super-G
| Platz | Sportler          | Zeit (min) |
| ----- | ----------------- | ---------- |
| 1     | Justin Murisier   | 1:13,18    |
| 2     | Gino Caviezel     | 1:13,31    |
| 3     | Gilles Roulin     | 1:13,36    |
| 4     | Marco Odermatt    | 1:13,40    |
| 5     | Alexis Monney     | 1:13,54    |
| 6     | Franjo von Allmen | 1:13,94    |
| 7     | Ralph Weber       | 1:14,09    |
| 7     | Thomas Tumler     | 1:14,09    |
| 9     | Matthias Iten     | 1:14,21    |
| 10    | Gaël Zulauf       | 1:14,21    |

Datum: 25. März

### Riesenslalom
| Platz | Sportler        | Zeit (min) |
| ----- | --------------- | ---------- |
| 1     | Loïc Meillard   | 2:02,42    |
| 2     | Marco Odermatt  | 2:02,72    |
| 3     | Justin Murisier | 2:02,88    |
| 4     | Gilles Roulin   | 2:03,39    |
| 5     | Fadri Janutin   | 2:03,56    |
| 6     | Marco Reymond   | 2:03,74    |
| 7     | Gino Caviezel   | 2:04,16    |
| 8     | Thomas Tumler   | 2:04,21    |
| 9     | Tanguy Nef      | 2:04,61    |
| 10    | Joel Lütolf     | 2:05,08    |

Datum: 26. März

### Slalom
| Platz | Sportler            | Zeit (min) |
| ----- | ------------------- | ---------- |
| 1     | Ramon Zenhäusern    | 1:24,46    |
| 2     | Noel von Grünigen   | 1:24,69    |
| 3     | Reto Schmidiger     | 1:24,70    |
| 4     | Daniel Yule         | 1:24,86    |
| 5     | Fadri Janutin       | 1:24,87    |
| 6     | Ralph Seidler (AUT) | 1:25,35    |
| 7     | Matthias Iten       | 1:25,43    |
| 8     | Reto Mächler        | 1:26,35    |
| 8     | Maurus Sparr        | 1:26,35    |
| 10    | Luc Herrmann        | 1:26,43    |

Datum: 27. März

### Kombination
| Platz | Sportler          | Zeit (min) |
| ----- | ----------------- | ---------- |
| 1     | Luca Aerni        | 2:08,61    |
| 2     | Noel von Grünigen | 2:09,05    |
| 2     | Matthias Iten     | 2:09,05    |
| 4     | Daniel Yule       | 2:09,12    |
| 5     | Reto Schmidiger   | 2:09,28    |
| 6     | Franjo von Allmen | 2:09,40    |
| 7     | Josua Mettler     | 2:09,86    |
| 8     | Gilles Roulin     | 2:09,99    |
| 9     | Andri Moser       | 2:10,32    |
| 10    | Eric Wyler        | 2:10,39    |

Datum: 24. März

## Damen

### Abfahrt
| Platz | Sportlerin        | Zeit (min) |
| ----- | ----------------- | ---------- |
| 1     | Delia Durrer      | 1:30,13    |
| 2     | Jasmina Suter     | 1:30,21    |
| 3     | Noémie Kolly      | 1:30,47    |
| 4     | Juliana Suter     | 1:30,88    |
| 5     | Livia Rossi       | 1:30,94    |
| 6     | Stefanie Grob     | 1:31,21    |
| 7     | Melanie Michel    | 1:31,72    |
| 8     | Janine Schmitt    | 1:31,99    |
| 9     | Isabella Pedrazzi | 1:32,44    |
| 10    | Malorie Blanc     | 1:32,54    |

Datum: 24. März

### Super-G
| Platz | Sportlerin       | Zeit (min) |
| ----- | ---------------- | ---------- |
| 1     | Corinne Suter    | 1:16,02    |
| 2     | Jasmina Suter    | 1:17,31    |
| 3     | Michelle Gisin   | 1:17,49    |
| 4     | Juliana Suter    | 1:17,66    |
| 5     | Joana Hählen     | 1:17,71    |
| 6     | Nicole Good      | 1:17,91    |
| 7     | Janine Schmitt   | 1:18,29    |
| 8     | Julie Deschenaux | 1:18,42    |
| 9     | Vivianne Härri   | 1:18,50    |
| 10    | Melanie Michel   | 1:18,62    |

Datum: 25. März

### Riesenslalom
| Platz | Sportlerin          | Zeit (min) |
| ----- | ------------------- | ---------- |
| 1     | Jasmina Suter       | 2:19,11    |
| 2     | Simone Wild         | 2:19,20    |
| 3     | Andrea Ellenberger  | 2:19,71    |
| 4     | Aline Danioth       | 2:19,81    |
| 5     | Stefanie Grob       | 2:20,08    |
| 6     | Mélanie Meillard    | 2:20,30    |
| 7     | Vanessa Kasper      | 2:20,58    |
| 8     | Priska Nufer        | 2:21,29    |
| 9     | Arianne Forge (CAN) | 2:21,58    |
| 10    | Elise Hitter        | 2:22,49    |

Datum: 27. März

### Slalom
| Platz | Sportlerin           | Zeit (min) |
| ----- | -------------------- | ---------- |
| 1     | Wendy Holdener       | 1:25,89    |
| 2     | Aline Danioth        | 1:26,12    |
| 3     | Michelle Gisin       | 1:26,17    |
| 4     | Mélanie Meillard     | 1:26,19    |
| 5     | Valentine Macheret   | 1:27,63    |
| 6     | Carole Bissig        | 1:28,08    |
| 7     | Arianne Forget (CAN) | 1:28,25    |
| 8     | Anuk Brändli         | 1:28,60    |
| 9     | Sarah Zoller         | 1:29,06    |
| 10    | Janine Schmitt       | 1:29,32    |

Datum: 26. März

### Kombination
| Platz | Sportlerin       | Zeit (min) |
| ----- | ---------------- | ---------- |
| 1     | Noémie Kolly     | 2:15,42    |
| 2     | Stefanie Grob    | 2:15,62    |
| 3     | Malorie Blanc    | 2:16,83    |
| 4     | Melanie Michel   | 2:16,84    |
| 5     | Jasmina Suter    | 2:17,25    |
| 6     | Juliana Suter    | 2:17,31    |
| 7     | Julie Deschenaux | 2:17,66    |
| 8     | Delia Durrer     | 2:17,70    |
| 9     | Chiara Lanz      | 2:17,80    |
| 10    | Annie Farquet    | 2:17,95    |

Datum: 23. März